# Éva Riffet
Éva Riffet, née le 5 décembre 1974 à Paris, est une nageuse synchronisée française.

## Biographie
Éva Riffet remporte la médaille d'argent par équipe  aux Championnats d'Europe de natation 1997. Elle fait aussi partie de la sélection française de natation synchronisée aux Jeux olympiques d'été de 1996.